# Blinkgeber

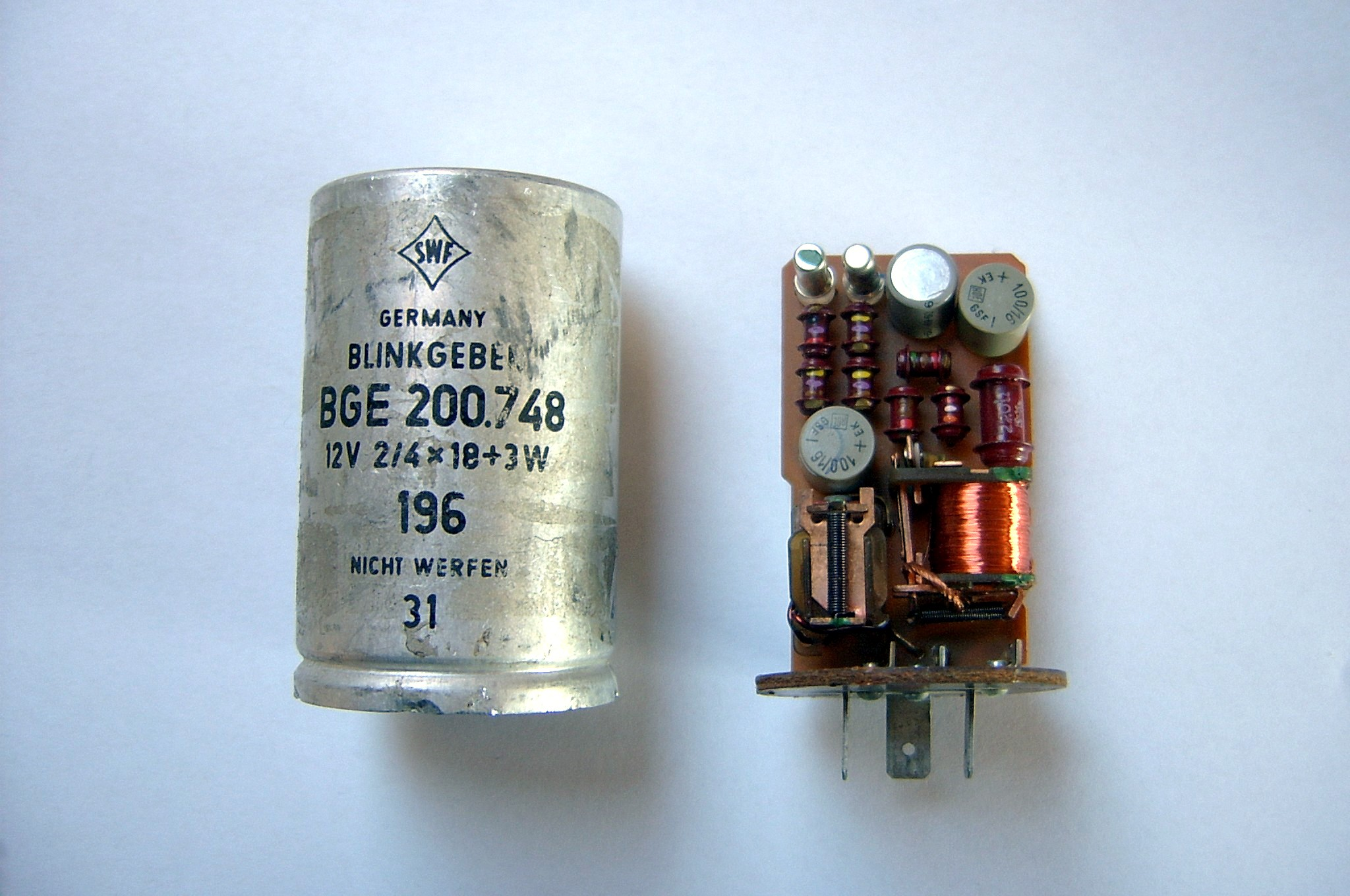
Elektronischer Blinkgeber mit diskreten Bauteilen (ca. 1970)

Ein Blinkgeber dient zum rhythmischen Ein- und Ausschalten von Lampen. Im bekanntesten Fall sind Blinkgeber Bestandteil des Fahrtrichtungsanzeigers von Kraftfahrzeugen und schalten dort die Blinkleuchten, wobei für diesen Verwendungsfall die genaue Funktion des Blinkgebers in einschlägigen Gesetzen durch detaillierte Ausrüstungsvorschriften vorgegeben wird, wie beispielsweise für Deutschland in der StVZO oder für Österreich im KFG.

## Grundlagen
Der häufigste Anwendungsfall für einen Blinkgeber ist das Schalten von Signallampen, beispielsweise in der Eisenbahn- oder Kraftfahrzeugtechnik. Die Schaltung ist häufig so aufgebaut, dass die Schaltvorgänge als deutliches Klicken oder durch ein anderes Signal hörbar sind. Im Kraftfahrzeug erinnert es den Fahrer, den Blinker zurückzusetzen, falls das nicht selbstständig erfolgt, bei anderen Anwendungen erleichtert es die Fehlersuche bei Ausfall eines Blinklichts. Die Blinkfrequenz liegt dabei, je nach Blinkgeber, zwischen 60 und 120 Schaltungen pro Minute. Blinkgeber sind für eine bestimmte Spannung und einen bestimmten Strom ausgelegt. Bei Austausch ist zu beachten, dass die Leistung und die Anzahl der Lampen zu den Daten des Blinkgebers passen. In der Fahrzeugtechnik ist zu berücksichtigen, dass bei sehr alten Kraftfahrzeugen und manchen Zweiradfahrzeugen leistungsschwächere Blinklampen von 18 bzw. 15 Watt Leistung (normal 21 Watt) oder andere Bordnetzspannungen (6 Volt) als heute üblich (12 Volt teilweise 24 Volt) verbaut wurden. Das ist bei einem Austausch zu beachten. Es gibt jedoch auch LED-kompatible Blinkgeber, welche die geringere Stromaufnahme von Leuchtdioden-Retrofits (LED-Lampen) verarbeiten können.

## Fahrzeugtechnik

### Aufbau und Funktion
Jeder Blinkgeber besteht aus einem Impulsgeber und einem Leistungsschalter. Der Leistungsschalter kann entweder ein Relais oder ein Transistor (Solid State Relais) sein. Der Blinkgeber wird mit der Klemme 15, dem sogenannten Zündungsplus, verbunden und ist nach dem Einschalten des Zündanlassschalters betriebsbereit. Zwischen Blinkgeber und Blinkleuchten ist der Fahrtrichtungsschalter geschaltet. Dieser ist ein Wechselschalter, der bei Mittelstellung unterbrochen ist. Bei Mittelstellung arbeitet der Blinkgeber nicht – erst wenn der Schalter in eine der beiden Fahrtrichtungen (links oder rechts) geschaltet wird, wird er aktiv. Beim Betätigen des Warnblinkschalters wird unabhängig von der Stellung des Zündschlosses und des Fahrtrichtungsschalters der Blinkgeber mit Strom versorgt und es werden alle Blinkleuchten des Fahrzeugs angesteuert.
Einige Hersteller weichen von diesem Standardaufbau ab. Bei diesen Blinkanlagen verläuft die Verschaltung zunächst vom Zündungsplus zum Fahrtrichtungsschalter, von dessen zwei abgehenden Kontakten zu einem zweikreisigen Blinkgeber und danach zu den jeweiligen Blinklampen. Weiterhin gibt es Blinkgeber, die per serieller digitaler Datenübertragung signalisiert bekommen, was sie tun sollen. Kombigeräte Warnblinken/Fahrtrichtungsanzeigen erzeugen die Signale des Warnblinkens und des Fahrrichtungsanzeigens in einem Gerät.

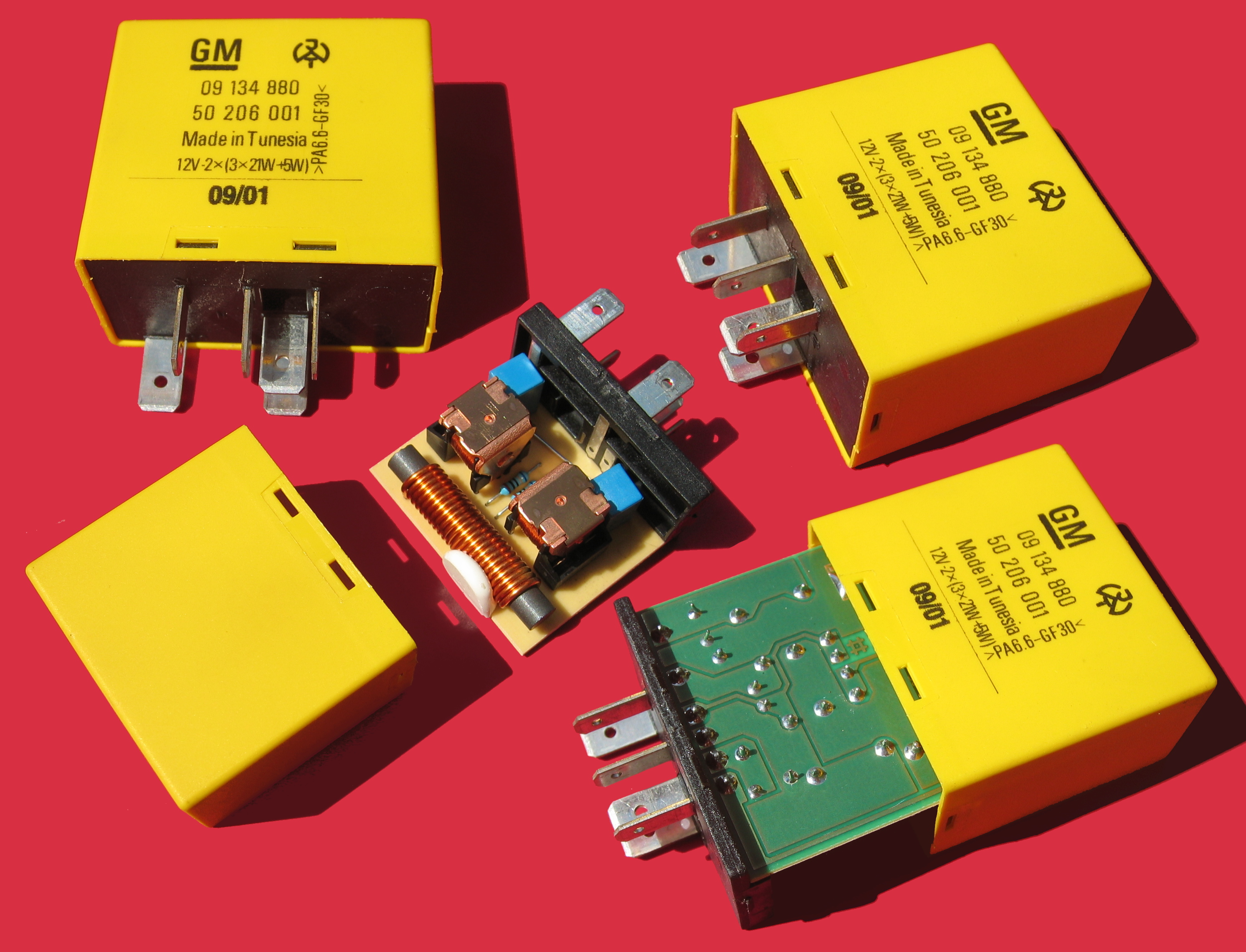
Blinkerrelais GM 09 134 880

Während Bimetallblinkgeber mit zwei Anschlusskontakten auskommen, benötigen andere Blinkgeber drei oder mehr Anschlusskontakte. Es gibt Blinkgeber – insbesondere kombinierte Blinkgeber mit Zweikreis-Kontrolle – die bis zu acht Anschlusskontakte aufweisen.
Allen Blinkgebern ist gemeinsam, dass sie defekte Lampen erkennen können. Das erfolgte bereits bei den ersten Bimetall- und Hitzdraht-Blinkgebern anhand der thermischen Zeitkonstanten und der Erwärmungsleistung, die proportional zum Quadrat des Laststromes ist. Kennzeichen bei Ausfall einer Lampe war eine schnellere Blinkfolge. Elektronische Blinkgeber benötigen für diese Funktion eine Strommessung (Shunt) und simulieren das Ausfallsignal auf gleiche Weise.
Vollelektronische Blinkgeber generieren oft das typische Blinkgeräusch des (nicht mehr vorhandenen) Relais.

### Blinkrhythmen

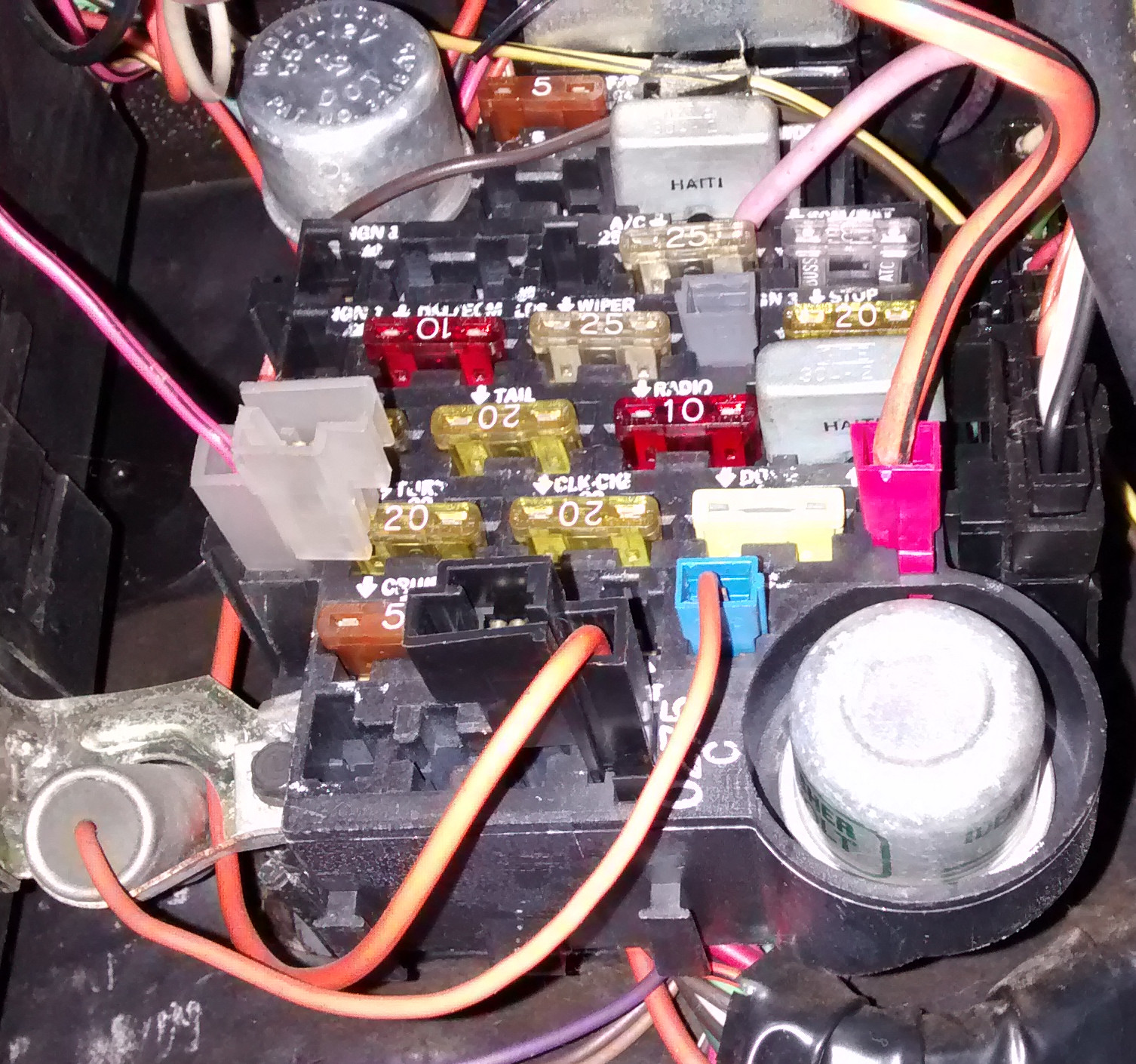
Zentralelektrik mit Blinkgeber (unten) und Warnblinkgeber (oben) in einem US-Fahrzeug, Baujahre bis 1989

An Kraftfahrzeugen wird unterschieden zwischen zwei Blinkarten:
- Fahrtrichtungsblinken
- Warnblinken

Unter Fahrtrichtungsblinken versteht man das synchrone Blinken der Blinkleuchten einer Fahrzeugseite; beim Warnblinken leuchten alle Blinkleuchten des Fahrzeugs. Ab 1963 wurden Warnblinkanlagen in Kraftfahrzeugen zugelassen. In den mit Bimetall- und Hitzdrahtblinkgeber bestückten älteren Fahrzeugen war dafür ein zusätzlicher Blinkgeber erforderlich, der nachgerüstet werden musste. Beide Blinkgeber waren an einem besonderen Warnblinkschalter angeschlossen, wobei das Warnblinken Vorrang hatte. Ab Ende der 1960er Jahre waren alle Neuwagen mit kombinierten Richtungs- und Warnblinkgebern ausgestattet. Ab 1. Januar 1973 mussten auch Altwagen über eine Warnblinkanlage verfügen.
Dedizierte Warnblinkgeber unterscheiden sich von Blinkgebern teilweise in der Frequenz, generell jedoch im Tastverhältnis. Beim Warnblinker werden die Lampen kürzer ein- und länger ausgeschaltet, um das Fahrzeug mit einer Batterieladung länger abzusichern. Ab den 1970er Jahren wurde überwiegend ein Blinkerrelais per Schalter zum Steuern des Richtungs- und Warnblinkens genutzt. Bei heutigen Kraftfahrzeugen erfolgt die Ansteuerung der Blinker über Bussysteme und das Bordnetzsteuergerät; hier wird der Warnblinkmodus zur Schonung der Fahrzeugbatterie bei ausgeschaltetem Motor häufig mit kürzerer Leuchtphase geschaltet.
Der Lampenausfall wird durch erhöhte Blinkfrequenz signalisiert, siehe Abschnitt Aufbau und Funktion.

### Blinkgebertypen
Im Laufe der Jahre wurden verschiedene Typen von Blinkgebern konstruiert und eingesetzt. Das sind unter anderem:
- Thermische Blinkgeber
  - Bimetallblinkgeber
  - Hitzdrahtblinkgeber
- Pneumatische Blinkgeber
- Elektronische Blinkgeber
  - Konventionell verschaltete Blinkgeber mit elektronischem Zeitgeber und Lampen-Ausfallkontrolle
  - Digitale Blinkgeber, die ihr Signal über eine serielle Busverbindung beziehen

#### Bimetallblinkgeber

Aufbau eines Bimetallblinkgebers

Die ersten Blinkgeber benutzten zur Zeitverzögerung des Anzugs und Abfalls einen Bimetallstreifen, welcher periodisch von einer Heizwicklung aufgeheizt wird. Der Bimetallkontakt ist als Öffnerkontakt ausgeführt und mit der Heizspule in Reihe geschaltet. Deshalb benötigen diese Blinkgeber auch nur zwei Anschlüsse. Bei ausgeschaltetem Fahrtrichtungsschalter ist das Bimetall kalt und der Öffnerkontakt geschlossen.
Bei betätigtem Fahrtrichtungsschalter fließt ein Strom über den Bimetallstreifen, die Heizwicklung und die Blinklampen. Die Heizwicklung erwärmt den Bimetallstreifen. Der Öffnerkontakt wird nach einigen Sekunden durch das sich biegende Bimetall geöffnet, wodurch sowohl die Blinkerlampen als auch die in Reihe liegende Heizwicklung stromlos werden. Der geöffnete Schaltkontakt unterbricht nun den Stromfluss; der Bimetallstreifen kühlt sich ab, woraufhin sich der Schaltkontakt wieder schließt. Dieser Vorgang wiederholt sich periodisch.
Diese Art von Blinkgeber hat zwei bauartbedingte Besonderheiten: zum einen dauert das erste Blinkintervall länger als die nachfolgenden (da der Bimetallstreifen sich zunächst aufwärmen muss), zum anderen hat der Ausfall einer Blinklampe eine deutliche Erhöhung der Blinkfrequenz zur Folge: aufgrund des geringeren Stromflusses erwärmt sich der Bimetallstreifen weniger stark, hebt sich weniger weit vom Kontaktpunkt ab und schließt den Kontakt auch wieder schnell, da er sich rasch abkühlt.
Heute findet der Bimetallblinkgeber nur noch in historischen Kraftfahrzeugen (Oldtimern) Verwendung.

#### Hitzdrahtblinkgeber

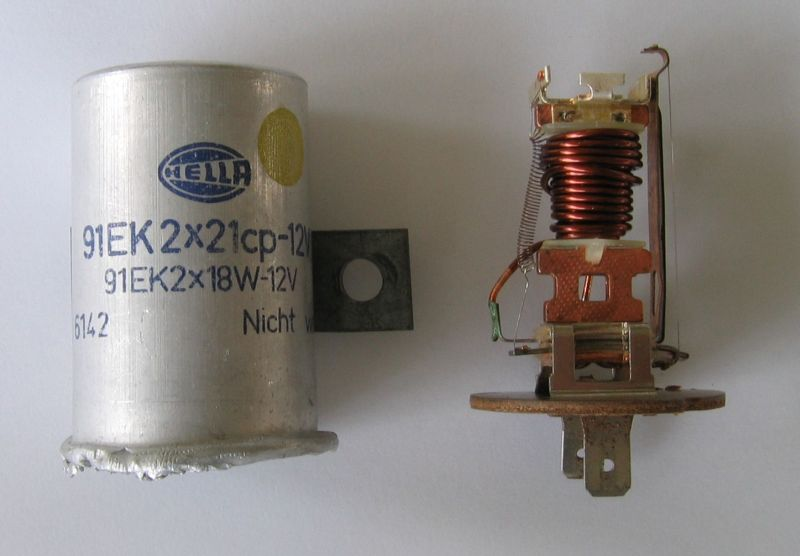
Hitzdrahtblinkgeber, 1960er Jahre

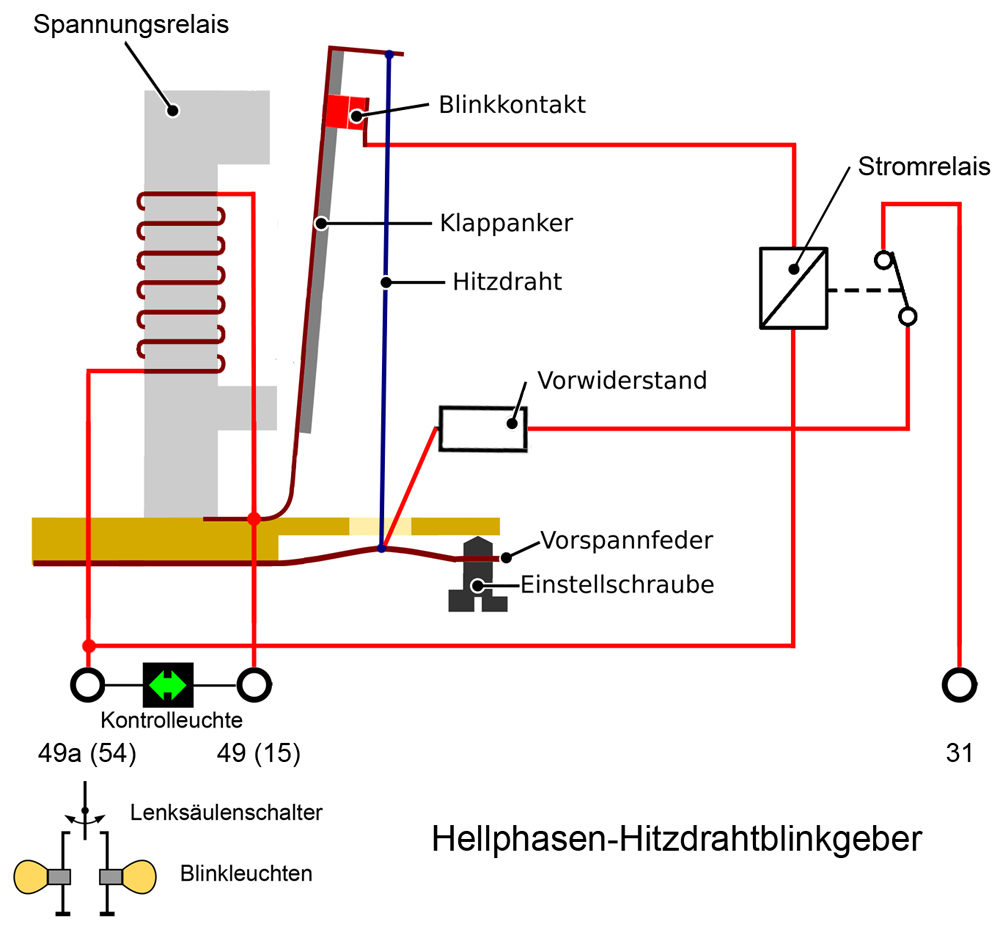
Aufbau eines Hitzdrahtblinkgeber (Hellphase)

Aufbau eines Hitzdrahtblinkgebers (Dunkelphase)

Darstellung der Funktion vereinfacht

Hitzdraht-Blinkgeber wurden noch bis in die 1990er Jahre in Fahrzeugen eingesetzt. Im Ruhezustand sind ein Hitzdraht (siehe auch Hitzdrahtinstrument), ein Elektromagnet und die Blinker-Glühlampen in Reihe geschaltet. Der Widerstand des Hitzdrahtes und eines Vorwiderstandes ist so groß, dass der fließende Strom zu klein ist, um die Lampen zum Leuchten zu bringen. Vor der Magnetspule befindet sich, ähnlich wie bei einem Relais, ein Anker, welcher vom gespannten, kalten Hitzdraht von der Spule ferngehalten wird.
Durch den Stromfluss erhitzt sich nun der Draht, dehnt sich aus und ermöglicht dem Anker, sich vom Magnetfeld der Spule immer mehr anziehen zu lassen. Am Ende dieser Bewegung erreicht der Anker einen Schaltkontakt, der den Hitzdraht kurzschließt. Nun fließt der Strom durch die Spule direkt zur Glühlampe. Die Glühlampe leuchtet auf, da der Spannungsabfall an der Spule nur gering ist. Während die Magnetkraft der nun vom starken Lampenstrom durchflossenen Spule den Anker umso stärker anzieht, kühlt sich der Heizdraht ab und hat das Bestreben, sich wieder zu verkürzen. Nach ausreichender Abkühlung zieht sich der Hitzdraht so stark zusammen, dass er den Anker von der Spule gegen die Magnetkraft wegziehen kann und den Kontakt öffnet. Die Lampe erlischt und der Vorgang beginnt von neuem.
Der Vorteil des Prinzips ist die Unterstützung der Kontaktkraft und des Lösens des Kontaktes (Rückkoppelungseffekt), sodass der Kontakt geschont wird und länger lebt.
Es gibt Hitzdraht-Blinkgeber, die mit der Hellphase beginnen, und solche, die mit der Dunkelphase beginnen. Beim Hellphasen-Blinkgeber fließt, nach dem Betätigen des Lenksäulenschalters, der Strom sofort zu den Blinkleuchten, der Blinkgeber beginnt also mit der Hellphase. Dazu fließt der Strom von der Anschlußklemme 49, über den geschlossenen Blinkkontakt, dem Stromrelais und der Anschlußklemme 49a zu den eingeschalteten Blinkleuchten. Gleichzeitig schaltet das Stromrelais Massepotential über die Anschlußklemme 31 auf den Vorwiderstand und den Hitzdraht. Dieser erwärmt sich, dehnt sich aus und der in Richtung Spannungsspule vorgespannte Klappanker öffnet den Blinkkontakt. Gleichzeitig fällt das Stromrelais ab und macht den Hitzdraht Spannungslos, der sich wieder zusammenzieht und den Blinkkontakt schließt. Das Spiel beginnt von neuem. Für einen gleichmäßigen Blinkrhythmus sorgt das Spannungsrelais. Es erhält in der Dunkelphase Massepotential über die stromlosen Blinkleuchten (Kaltleiter) und zieht den Klappanker solange an, bis der sich zusammenziehende Hitzdraht dieses Magnetfeld überwinden kann. In der Hellphase ist das Spannungsrelais stromlos, da es auf beiden Anschlüssen Pluspotential bekommt.
Charakteristisch für diese Blinkgeberart ist der Umstand, dass bei Ausfall einer Blinkleuchte die noch funktionierende Leuchte mit Dauerlicht versorgt wird, weil das Stromrelais den Hitzdraht nicht mehr einschalten kann. Beim Dunkelphasen-Blinkgeber hingegen erhöht sich die Blinkfrequenz und der Blinkgeber „rast“.
Bei Blinkgebern, die mit einer Dunkelphase beginnen, wird diese durch eine Eigenschaft der Glühlampe verkürzt. Glühlampen sind Kaltleiter und haben im ausgeschalteten Zustand einen rund zehnmal kleineren Widerstand als in Betrieb. Durch die beim Einschalten des Blinkgebers kalte Glühlampe fließt ein wesentlich höherer Strom, der zu einer schnelleren Ausdehnung des Hitzdrahts führt, so dass der Blinkgeber in der gesetzlich vorgeschriebenen Zeit auf die Hellphase schaltet. Während des regulären Blinkbetriebes kühlt sich die Glühlampe nie vollkommen ab, wodurch ihr Kaltleiterverhalten weniger zum Tragen kommt.
Nachteilig bei diesen Blinkgebern ist, dass sie sehr empfindlich gegen Spannungsschwankungen sind. Bei Unterspannung sinkt die Blinkfrequenz des Blinkgebers ab. Außerdem ist das Prinzip einer Alterung unterworfen: der Draht darf bei Erwärmung nie in den plastischen Bereich gelangen, sollte aber wegen des Hubes möglichst heiß werden dürfen. Daher haben einige Hitzdrahtblinkgeber eine Justierschraube für den Heizdraht. Diese Justierschraube befindet sich oft hinter dem Isolierträger und ist über ein Bohrloch im Isolierträger zu erreichen. Um die Mechanik des Blinkgebers vor Feuchtigkeit zu schützen, ist das Bohrloch häufig mit einem Klebestreifen verschlossen. Nach ist das Einstellen der richtigen Blinkfrequenz mittels der Justierschraube nicht einfach und sollte einem Fachmann überlassen werden.

#### Pneumatische Blinkgeber

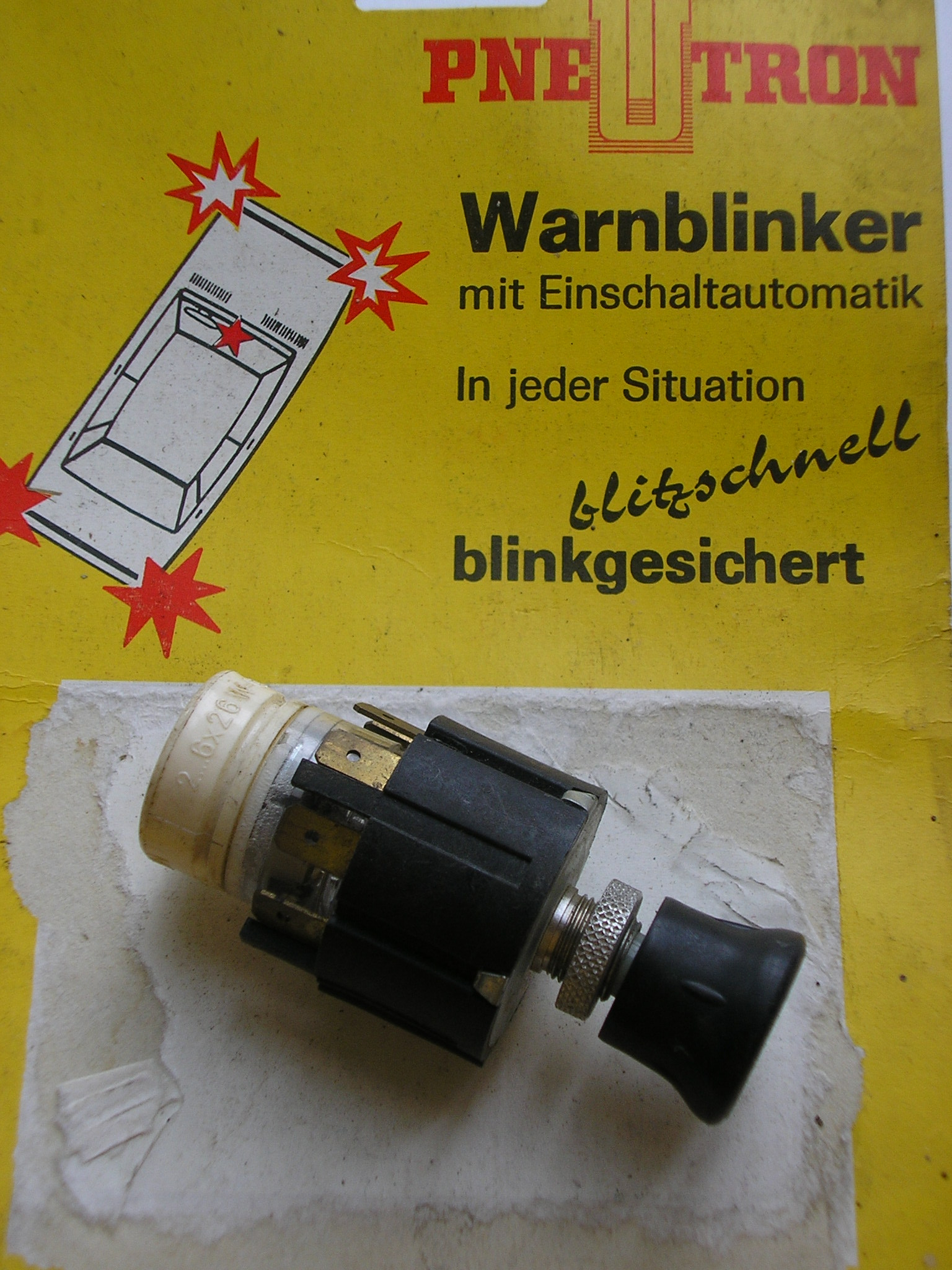
Warnblinkschalter mit integriertem pneumatischen Warnblinkgeber als Zusatzgerät für ältere Pkw (1969)

In den 1960er Jahren gab es auch Blinkgeber mit pneumatischer Schaltverzögerung. Bei diesem Blinkgebertyp wird ein kleiner Kolben durch eine vom Lampenstrom durchflossene Spule in einen Zylinder hineingezogen, bis dieser einen Anker zum Umschalten bringt und damit den Lampen- und Spulenstrom unterbricht. Eine Feder drückt dann den Kolben aus dem Zylinder wieder heraus, bis der Strom erneut eingeschaltet wird. Der Anker wird von der Magnetspule im Wechsel angezogen und wieder losgelassen.
Der Anker steuert dabei die Kontakte für den Blinklampenstrom. Im Prinzip arbeitet ein derartiger Blinkgeber wie ein Horn. Die Frequenz des schwingenden Ankers ist für die Blinkleuchtensteuerung allerdings viel zu hoch. Aus diesem Grund wird die Ankerbewegung gedämpft, indem das Gehäuse luftdicht verschlossen und die vom Kolben verdrängte Luft durch eine Düse strömen muss. Von dieser sogenannten Luftbremse leitet sich die Bezeichnung „pneumatisch“ ab.
Pneumatische Blinkgeber sind weitgehend belastungsunabhängig und bei unterschiedlichen Bordnetzspannungen einsetzbar (z. B. bei Pneutron Typ AB 16: 2 bis 6 × 26 W an 6 oder 12 V). Sie wurden jedoch nur wenig eingesetzt, überwiegend als Warnblinkgeber, und wurden rasch von elektronischen Blinkgebern abgelöst.

#### Elektronische Blinkgeber

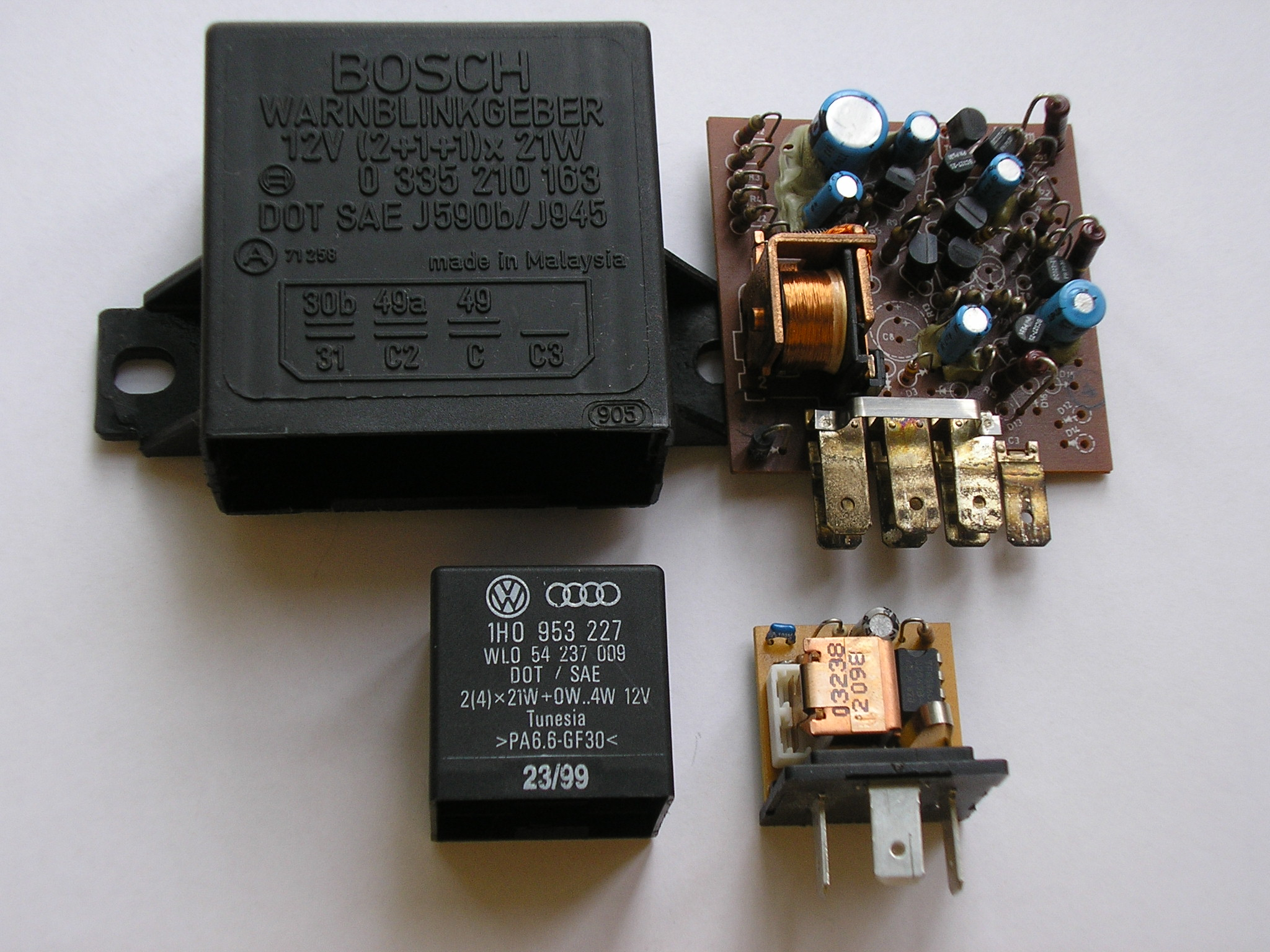
Zwei elektronische Blinkgeber für Kfz: oben eine Ausführung mit Zweikreis-Kontrolle für Lkw mit Anhänger in diskreter Bauweise ohne Integrierte Schaltungen, darunter ein Modell für Pkw aus dem Jahre 1999 mit Integrierter Schaltung (U2043B) als eine der letzten separaten Ausführungen

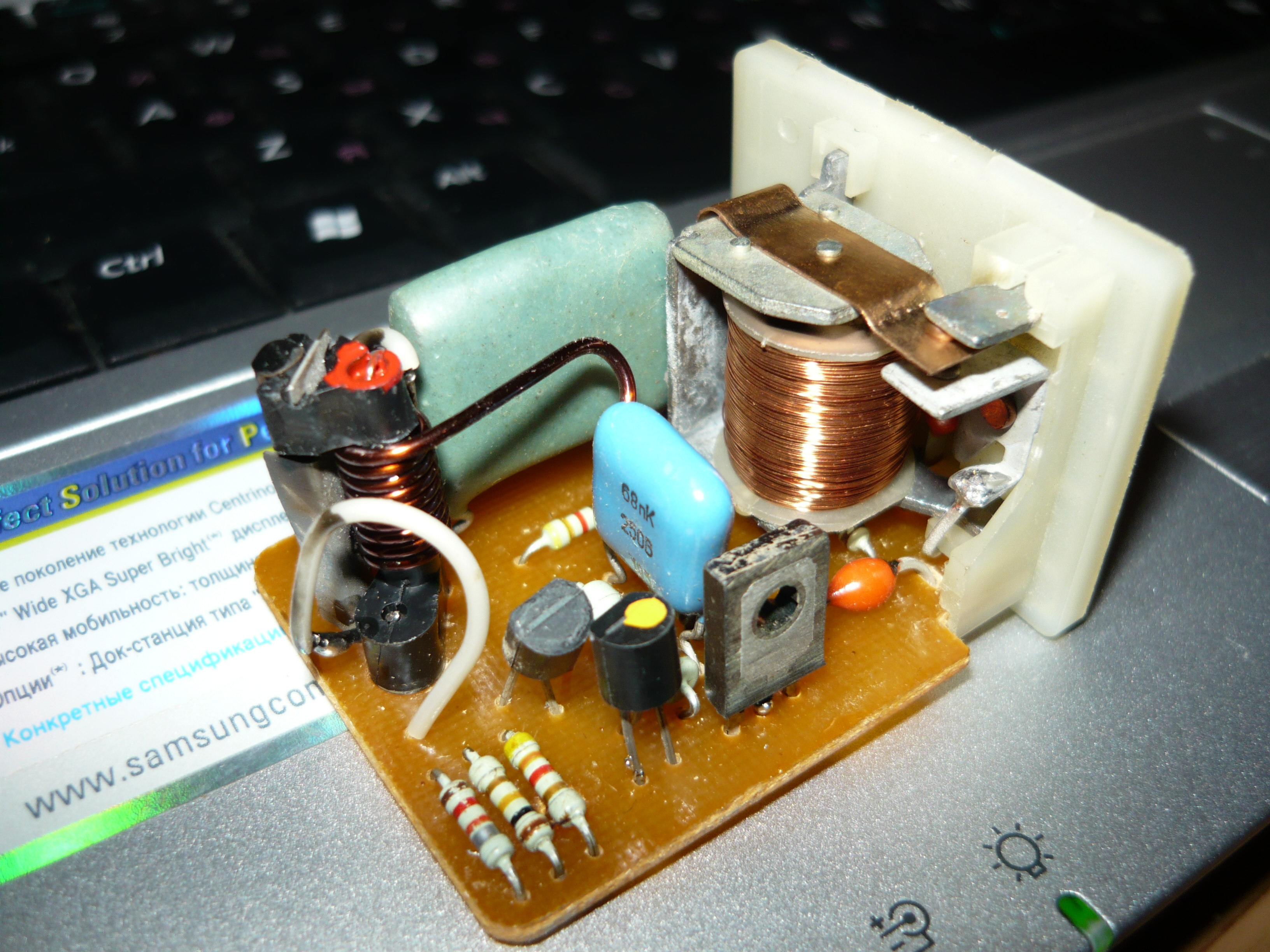
Elektronischer Blinkgeber für Kfz bestehend aus einzelnen elektrischen und elektronischen Bauelementen

Ab Ende der 1960er Jahre wurden Blinkgeber mit einem elektronischen Impulsgeber verwendet. Dieser bestand anfangs aus diskreten Bauelementen. Dafür wurden Widerstände, Kondensatoren und Transistoren zu einem sogenannten astabilen Multivibrator verschaltet. Als Leistungsschalter wurden meistens Relais, vereinzelt auch Transistoren verwendet. Ab ca. Mitte der 1970er Jahre wurden die diskreten Bauelemente zunehmend durch integrierte Schaltungen (z. B. Timer-IC Typ NE555) ersetzt. Seit 1981 gibt es spezielle Blinker-ICs, welche auch die Ausfallkontrolle anhand einer Strommessung übernehmen. Weit verbreitete Blinker-ICs sind z. B. der U643B und der U6043B des Herstellers Atmel.
Fällt eine der Glühlampen aus, so wird der über den Blinkgeber fließende Strom geringer. Das erkennt die eingebaute Kontrollschaltung und verdoppelt die Blinkfrequenz – dabei das systembedingte Verhalten der historisch verwendeten Bimetall-Blinkgeber imitierend. Blinkgeber für Anhängerbetrieb besitzen einen zusätzlichen Ausgang (C2) zur Ansteuerung der besonderen Anhängerkontrollleuchte, die dem Fahrzeugführer die vorgeschriebene Kontrolle der Fahrtrichtungsanzeiger des Anhängers ermöglicht. Elektronische Blinkgeber sind sehr frequenzkonstant und temperatur- und spannungsunempfindlich. So arbeiten Blinkgeber für 12 Volt Spannung auch noch bei 9 Volt einwandfrei. Dadurch haben diese Blinkgeber auch im Pannenfall bei stark abgefallener Bordnetzspannung einen konstanten Blinkrhythmus. Etwa ab Ende der 1990er Jahre wurden diese separaten Blinkgeber durch in die zentrale Fahrzeugelektrik integrierte Lösungen ersetzt.

#### Integrierte Blinkgeber
In modernen Fahrzeugen ist kein separater Blinkgeber mehr eingebaut. Das Blinken (An- und Ausschalten) wird in einem zentralen Steuergerät, meist dem sog. Bordnetzsteuergerät (Body Control Module, BCM; bei Ford auch Generic Electronic Module, GEM, genannt), erzeugt. Dieses wird vom Blinkerschalter angesteuert, über den nur noch ein geringer Steuerstrom fließt. Der Strom für die Blinkerlampen wird über die Elektronik des Steuergeräts geschaltet. Bei dieser Technik ist es wie bei separaten Blinkgebern möglich, durch eine interne Überwachung des Lampenstroms im Steuergerät einen Lampenausfall zu erkennen. Die Rückmeldung an den Fahrer erfolgt dann wie bei der älteren Technik über die höhere Blinkfrequenz, ggf. auch über eine Textmeldung im Kombiinstrument (z. B. „Blinkleuchte vorne rechts – bitte prüfen!“). Die akustische Kontrolle des Blinkvorgangs wird meist durch einen kleinen (Piezo-)Lautsprecher hinter dem Armaturenbrett (meist im Kombiinstrument eingebaut) realisiert, wobei in einigen Kombiinstrumenten sogar sehr realitätsgetreue Audio-Samples von klickenden Blinkerrelais zum Einsatz kommen. Neben dem Ausfall einer Lampe erkennen Steuergeräte auch Kurzschlüsse und schalten die betroffenen Lampenkreise ab, ohne dass dabei die Sicherung ausgelöst wird. Sobald der Schaden behoben ist, wird die entsprechende Lampe wieder angesteuert. In manchen Fahrzeugen ist auch ein kleines Relais eingebaut, das ausschließlich dazu dient, im Rhythmus der Blinkfrequenz ein Klicken zu erzeugen.

### Fehlerkontrolle
Als Besonderheit verfügen Blinkgeber wie bereits erwähnt über eine Überwachungsfunktion der Blinklampen. Diese Fehlerkontrolle kann optisch oder akustisch erfolgen. Bei Ausfall einer Glühlampe verringert sich der Stromfluss im Blinkerstromkreis. Der Blinkgeber arbeitet daraufhin mit der doppelten Schaltfrequenz und zeigt dem Fahrzeugführer an, dass an der Blinkanlage ein Fehler vorliegt: hörbar am schnelleren Ticken und sichtbar am schnelleren Blinken der grünen Kontrollleuchte. Neben der Verdoppelung der Blinkfrequenz ist es auch möglich, die Ausfallkontrolle durch Nichtansteuerung der Kontrolllampe zu realisieren. Für die Funktionskontrolle der Blinkleuchten von Zugfahrzeugen mit Anhänger gibt es prinzipiell zwei Möglichkeiten, die Einkreis-Kontrolle und die Zweikreis-Kontrolle.
Bei der Einkreis-Kontrolle haben sowohl der Anhänger als auch das Zugfahrzeug einen gemeinsamen Kontrollkreis. Über den Kontrollkreis werden zwei Kontrollleuchten im Rhythmus der Blinkfrequenz angesteuert. Bei Ausfall einer oder mehrerer Blinkleuchten am Zugfahrzeug oder am Anhänger bleiben beide Kontrollleuchten dunkel. Bei diesem System ist keine Zuordnung bei einer Lampenstörung auf den Anhänger oder das Zugfahrzeug möglich. Die Blinkfrequenz bleibt dabei unverändert.
Bei der Zweikreis-Kontrolle gibt es jeweils separate Kontrollkreise mit separaten Kontrollleuchten für den Anhänger und für das Zugfahrzeug. Bleibt eine Kontrollleuchte dunkel, ist eine eindeutige Zuordnung der Leuchtenstörung möglich. Je nachdem, welche Kontrollleuchte nicht leuchtet, ist entweder am Zugfahrzeug oder am Anhänger eine Lampenstörung vorhanden. Auch bei diesem System bleibt die Blinkfrequenz unverändert.

## Sonstige Verwendung
Blinkgeber werden auch zur Fehlermeldung in elektronischen Steuerungen und bei einigen Haushaltsgeräten verwendet.
Andere Verwendung finden Blinkgeber auch in Überwachungsanlagen, Ampeln, Andreaskreuzen u. a. Signalanlagen.

## Gesetzliche Grundlagen und sonstige Regelwerke
- Straßen-Verkehrs-Zulassung-Ordnung (StVZO) insbesondere § 54
- EG-Richtlinie 76/756/EWG
- BS ISO 7588-1 Straßenfahrzeuge – Elektrische / elektronische Schaltgeräte – Relais und Blinkgeber